# Kari Korhonen
Kari Korhonen (ur. 8 października 1973 w Espoo) – fiński autor komiksów o Kaczorze Donaldzie. Pisze scenariusze i rysuje przede wszystkim dla duńskiego wydawnictwa Egmont.
Profesjonalnym rysownikiem jest od 1992. Jest autorem rysunków do wielu książek dla dzieci oraz pasków gazetowych w helsińskiej prasie. Od 1993 rozpoczął współpracę z Egmontem. Oprócz tradycyjnych historyjek, jest autorem wielu komiksów o młodym Kaczorze Donaldzie (Kaczorze Dońku) i jego przyjaciołach.
Do lipca 2018 był autorem lub współautorem 326 prac dla Egmontu.

## Wybrane komiksy
| Rok  | Tytuł oryginalny                | Tytuł polski                    | Rysownik             | Sygnatura  | Link   | Uwagi |
| ---- | ------------------------------- | ------------------------------- | -------------------- | ---------- | ------ | --- |
| 1996 | Can You Spare a Pot of Gold     | Złoto dla szczęśliwców          | Daniel Branca        | D 96372    | [ 3 ]  | |
| 1997 | Just Another Day                | Zwykłe dni                      | Vicar                | D 97158    | [ 4 ]  | |
| 1997 | Sceptics Beware                 | Zjawiska nadprzyrodzone         | José Massaroli       | D 97389    | [ 5 ]  | |
| 1997 | Beam Me Up, Mr. Fargone         | Kosmiczna krucjata              | Vicar                | D 97619    | [ 6 ]  | Komiks ten zawiera wiele nawiązań do serii filmów Star Trek. M.in. w sklepie z pamiątkami można kupić jako rekwizyt ucho kapitan Kurka (w serialu - Kapitan James T. Kirk) i rozmówki klikońskie (w serialu - język klingoński). Tytuł oryginalny jest nawiązaniem do słynnego cytatu z serii Star Trek: Beam me up, Scotty. |
| 1998 | Been There, Done That           | Jeszcze jedna posada            | Esteban              | D 98161    | [ 8 ]  | |
| 1999 | Boys Behaving Badly             | Złe zachowanie                  | Esteban              | D 99260    | [ 9 ]  | |
| 2000 | The Eggs Blue-Eared Rabbits Lay | Zrobieni w jajo                 | Kari Korhonen        | D 2000-071 | [ 10 ] | |
| 2001 | Not Merely A Clown              | Zaklinacz słoni                 | Kari Korhonen        | D 2001-052 | [ 11 ] | |
| 2001 | Mr. Gearloose Leaves Town       | Kaczogród da się lubić          | Marçal Abella Bresco | D 2001-150 | [ 12 ] | |
| 2003 | Riders of the Storm             | Tańczący z trąbami              | Kari Korhonen        | D 2003-090 | [ 13 ] | Tytuł oryginalny nawiązuje do utworu zespołu The doors Riders on the Storm. |
| 2003 | Mrs. Manglehoffer's Foot        | Skruszony urwis                 | Esteban              | D 2003-206 | [ 14 ] | |
| 2006 | Past Indiscretions              | Opiekunowie                     | Maximino             | D 2006-224 | [ 15 ] | |
| 2007 | 07.50 From Quackminton          | 7:50 do Gęsiowa                 | Kari Korhonen        | D 2007-422 | [ 16 ] | |
| 2014 | The King of Yukon               | W poszukiwaniu straconego filmu | Kari Korhonen        | D 2014-099 | [ 17 ] | |
| 2014 | Born on 9th of June             | Urodzony 9 czerwca              | Kari Korhonen        | D 2014-192 | [ 18 ] | |
| 2015 | Architectural Intelligence      | Sztuczna inteligencja           | Kari Korhonen        | D 2015-258 | [ 19 ] | |
| 2017 | Good Luck Duck                  | Szczęśliwy pechowiec            | Kari Korhonen        | D 2017-174 | [ 20 ] | |